# تنين البحر المورق

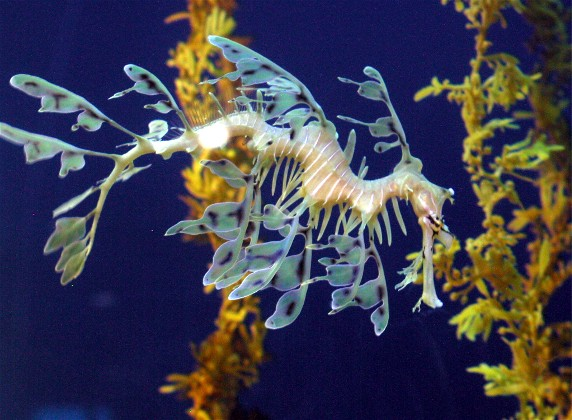
تنين البحر المورق

تنين البحر المورق (الاسم العلمي فايكوديورس إكيوس، بالإنجليزية: Phycodurus eques) هو سمكة بحرية ترتبط بحصان البحر. يعتبر العضو الوحيد من الجنس فايكوديورس. الموطن الأصلي لهذه المخلوقات هو جنوب وغرب أستراليا، وغالبا ما تبقى في المياه الضحلة معتدلة الحرارة. تأخذ هذه الأسماك اسمها من مظهرها، حيث تغطي جسمها نتوئات تشبه أوراق الشجر الطويلة. ولا تستخدم هذه النتوئات في التجديف داخل الماء بل كوسيلة للتخفي. أما حركة التنين المورق فتكون بواسطة زعانف صدرية على متن حافة رقبته وزعانف ظهرية بالقرب من مؤخرة ذيله. تكون هذه الزعانف شفافة يصعب رؤيتها عند تموجها بشكل دقيق لتحرك التنين حركة رصينة مما يعطي انطباعا بأنه أحد الأعشاب البحرية.
مثله في ذلك مثل حصان البحر، يأخذ هذا المخلوق اسمه من شبهه كائن معروف -لكن أسطوري في هذه الحالة-. ينمو تنين البحر المورق لما يربو عن 45 سم، ويعتبر بذلك صغيرا نسبة إلى وحوش البحر الأخرى، وكبيرا جدا نسبة إلى أحصنة البحر. تضع الأنثى بيضها على ذيل الذكر حيث تنمو هناك حتى تنضج. تتغذى هذه المخلوقات على العوالق والطحالب ولا يتغذى عليها أحد من المخلوقات الأخرى سوى الإنسان. إلى أن التلوث وتأثير الصناعة، بالإضافة إلى اصطيادها من قبل الغواصين المعجبين بشكلها المميز قد جعل منها مخلوقات مهددة بالانقراض، ووضعت ضمن قائمة المخلوقات المهددة المحمية رسميا من قبل الحكومة الأسترالية.
و من المخلوقات ذات العلاقة بهذا التنين تنين البحر العشبي، وهو أخضر اللون تنمو عليه زعانف تشبه الأعشاب وحجمه أصغر بكثير من التنين المورق. وقد اعتبرت مجلة ناشينال جيوغرافيك هذين التنينين نفس الكائن ولكنها تنتشر في مناطق جغرافية متباينة.

## راجع أيضا
تنين البحر العشبي